# Elaphocera erichsoni
Elaphocera erichsoni är en skalbaggsart som beskrevs av Ernst Gustav Kraatz 1882. Elaphocera erichsoni ingår i släktet Elaphocera och familjen Melolonthidae. Inga underarter finns listade i Catalogue of Life.